# HP-50g
La HP-50g est une calculatrice graphique sortie en 2006 pour les étudiants et les professionnels en mathématiques et en sciences. Elle se caractérise par une fente pour carte SD, une saisie de données en mode RPN ou alphanumérique, un grand écran, une connectivité RS-232, IrDA et USB. Elle dispose aussi d'un « solveur » (HP Solve), de la programmation structurée et d'un module de calcul formel.

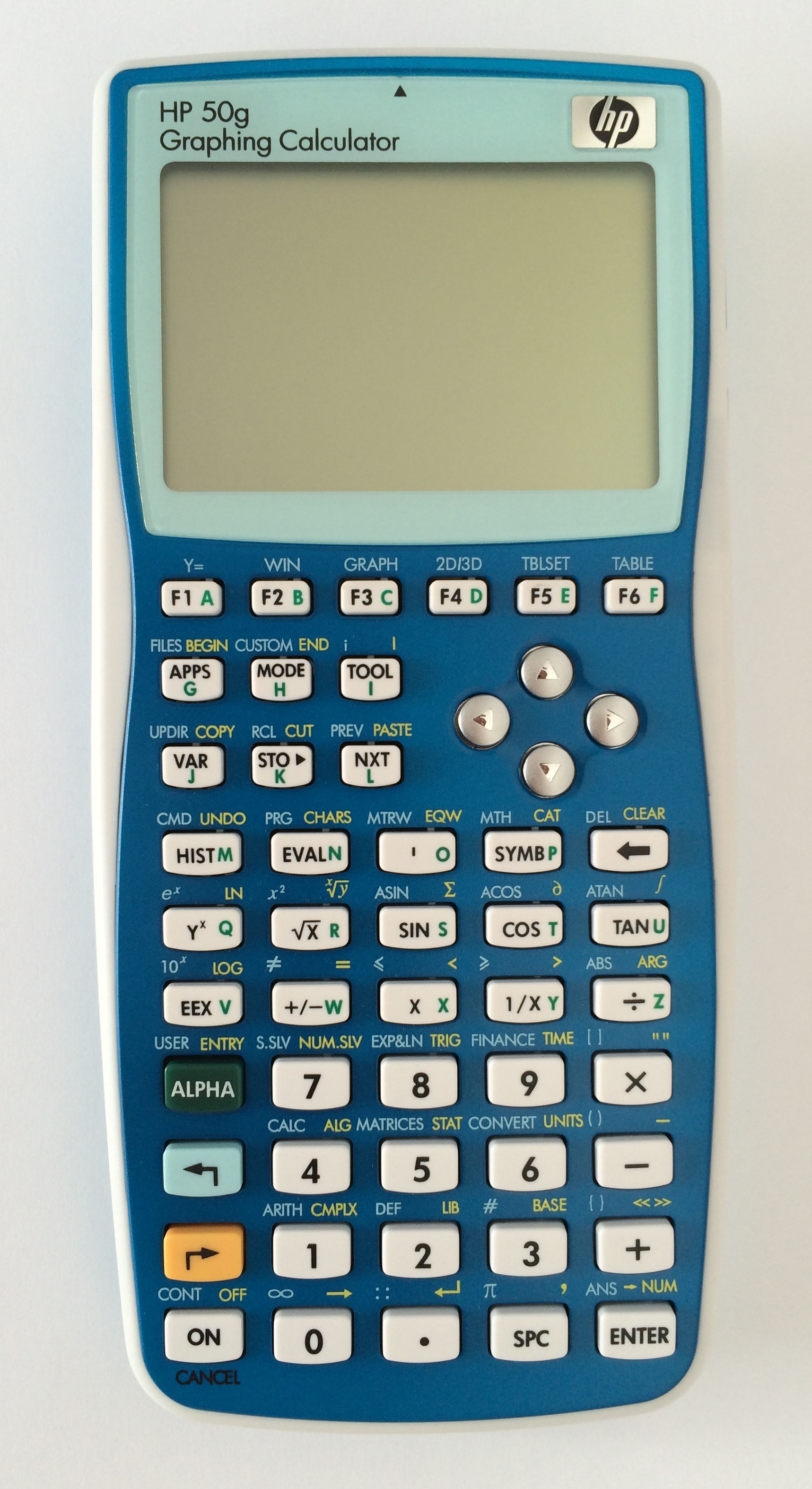
Calculatrice HP-50g

## Caractéristiques
- Mémoire totale de 2,5 Mo[2] : 512 Ko de RAM plus 2 Mo de ROM flash pour les futures mises a niveau.
- Une bibliothèques d'équations et plus de 2 300 fonctions intégrées[2] ;
- Port USB et infrarouge
- Mode de saisie RPN, alphanumérique ou algébrique[2] ;
- Affichage personnalisé avec quatre tailles et styles de polices.
- Un pavé HP avec clavier personnalisable et touches menu permettant une réduction des erreurs de saisie.
- L'application  « HP Solve » permettant de saisir et mémoriser une équation puis de l'utiliser pour résoudre n'importe quelle variable.
- Une fente pour carte SD permettant de formater une carte dans la calculatrice elle-même et d'étendre sa mémoire[2].
- Fonction de calcul des expressions complexes et possibilité de visualiser la représentation graphique des solutions en 2D ou en 3D[2] ;